# Balithum
Balithum (en népalais : बलिथुम) est un comité de développement villageois du Népal situé dans le district de Gulmi. Au recensement de 2011, il comptait 3 902 habitants.